# Sajda-Bucht
Die Sajda-Bucht (auch Saida-Bucht) ist ein westlicher Seitenarm der Kola-Bucht etwa 60 km nördlich von Murmansk.
Am Ausgang der Bucht befindet sich die Stadt Gadschijewo mit der Marinebasis Gadschijewo. Die Bucht dient als Schiffsfriedhof und enthält das größte Lager für ausgediente Reaktoren von Atom-U-Booten. Als Teil einer geschlossenen Stadt des Gebiets Alexandrowsk ist die Bucht nur mit Sondergenehmigung zugänglich.

## Lager für Radioaktiver Abfall Sajda-Guba
Zuhinterst in der Bucht entstand 1990 ein Schiffsfriedhof für außer Dienst gestellte Atom-U-Boote der Nordflotte. Dort wurden 12 Atom-U-Boote, mit Pontons gesichert an drei Piers vertäut. Ohne Wartung und dem Wetter ausgesetzt begannen die U-Bootrümpfe zu korrodieren und drohten zu Versinken. Dies hätte möglicherweise zu einer schwerwiegenden radioaktiven Kontamination der Kola-Bucht sowie der Barentssee geführt.

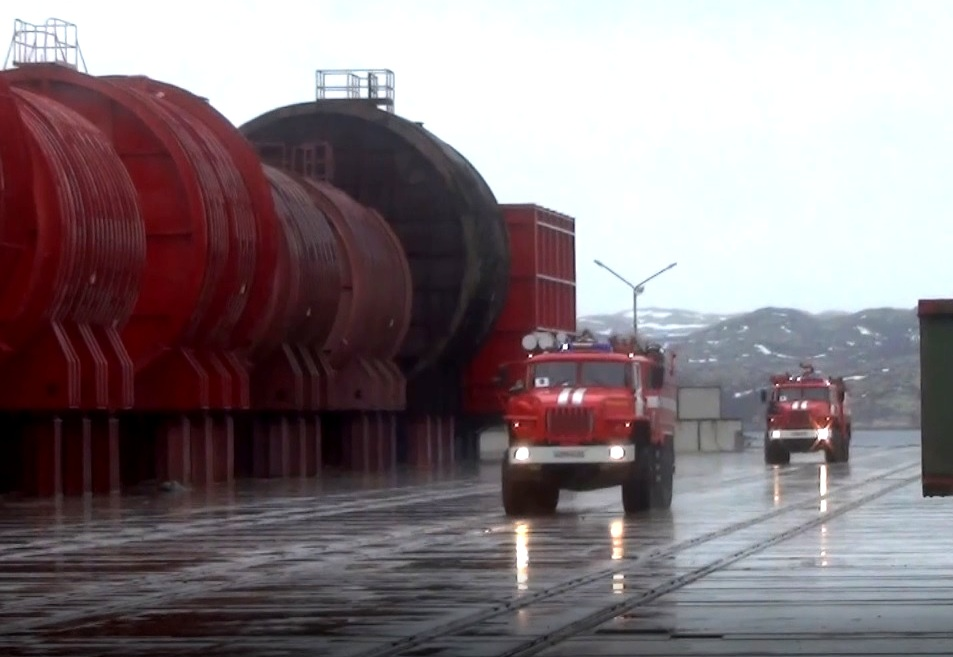
Langzeitzwischenlager Sajda-Guba

Im Jahr 2002 sicherten die G8-Staaten Russland Hilfe bei der Entsorgung ihrer Atom-U-Boote zu. Dies geschah im Rahmen der „Globalen Partnerschaft gegen die Verbreitung von Massenvernichtungswaffen und -materialien“. Neben den G8-Staaten beteiligten sich u. a. auch die EU, die Europäische Bank für Wiederaufbau und Entwicklung (EBRD), Norwegen, Schweden, Finnland, Dänemark, Niederlande, Schweiz, Australien, Südkorea und Neuseeland. Ab 2004 wurde an Land vor den Piers ein Langzeitzwischenlager errichtet. Die Anlage besteht neben neuen Piers und Gebäuden, aus einer Stahlbeton-Lagerfläche mit einer Größe von rund 7 ha. Diese Lagerfläche hat eine Kapazität für 178 aus Atom-U-Booten herausgetrennte, und hermetisch verschlossene Reaktorsektionen. Weiter können 25 Sektionen aus Serviceschiffen eingelagert werden. Deutschland finanzierte mit etwa 588 Millionen Euro einen Teil der Errichtungskosten. Am 18. Juli 2006 wurde die Anlage durch Bundeswirtschaftsminister Michael Glos eröffnet. Im Jahr 2020 waren in dem Lager 121 Reaktorsektionen aus Atom-U-Booten sowie sechs Spezialbehälter mit radioaktivem Abfall aus Serviceschiffen eingelagert.